# Ewan McGregor
Ewan Gordon McGregor, (Perth, 31 de março de 1971) é um ator, diretor de cinema e músico britânico.
O seu primeiro papel profissional surgiu em 1993, quando protagonizou a série Lipstick on Your Collar, transmitida pelo Channel 4. Nos anos seguintes, ficou conhecido no Reino Unido graças às suas colaborações com o realizador Danny Boyle, com quem trabalhou nos filmes Shallow Grave, A Life Less Ordinary e Trainspotting. Este último filme tornou-o famoso internacionalmente.
Alguns dos seus papéis mais notáveis incluem o de Obi-Wan Kenobi nos primeiros três episódios da saga Star Wars (1999-2005), o poeta Christian no musical Moulin Rouge! (2001), o jovem Edward Bloom em Big Fish (2003), o "Fantasma" no thriller político de Roman Polansky The Ghost Writer (2010), Henry em The Impossible (2012), Lumière na versão live-action de Beauty and the Beast (2017), a versão adulta de Christopher Robin no filme homónimo de 2018, a versão adulta de Dan Torrance no filme de terror Doctor Sleep (2019) e Máscara Negra em Birds of Prey (2020).
Em 2018, Ewan ganhou o Globo de Ouro de Melhor Ator numa Minissérie ou Telefilme pelo seu papel duplo dos irmãos Ray e Emmit Stussy na terceira temporada da série Fargo, transmitida pelo FX. Ao longo da sua carreira recebeu ainda nomeações na categoria de Melhor Ator em Comédia ou Musical por Moulin Rouge! e Salmon Fishing in the Yemen. Em 2021, interpretou o papel do estilista Halston na minissérie homónima transmitida pela Netflix. O papel valeu-lhe o Emmy de Melhor Ator numa Série Limitada e uma nomeação para o Globo de Ouro de Melhor Ator numa Minissérie ou Telefilme.
Ewan também é conhecido pelos documentários de viagens Long Way Round, Long Way Down e Long Way Up.
Em 2013, recebeu a distinção de OBE (Oficial da Ordem do Império Britânico) pelas suas contribuições para a arte dramática e para a caridade.
Ewan ficou em 36.º lugar na lista das "Maiores Estrelas de Cinema de Sempre" da Empire em 1997. Em 2004, foi considerado a quarta pessoa mais influente da cultura britânica numa votação da BBC. Ewan é embaixador da UNICEF desde 2004. Em 2016, tornou-se cidadão americano.

## Primeiros anos
Ewan nasceu a 31 de março de 1971 em Perth, Escócia, e foi criado em Crieff. A sua mãe, Carol Diane Lawson é uma professora reformada que deu aulas na Crieff High School e foi vice-diretora da Kingspark School em Dundee. O seu pai, James Charles Stewart McGregor é um professor de Educação Física e orientador profissional reformado que deu aulas na Morrison's Academy em Crieff. Ewan tem um irmão mais velho, Colin (nascido em 1969), que é ex-piloto de Tornados GR4 da Força Aérea Real. O seu tio é o ator Denis Lawson e a sua tia por casamento era a atriz Sheila Gish.
Denis Lawson influenciou a escolha de carreira de Ewan, que desde pequeno via o tio como piloto Wedge Antilles da trilogia Star Wars. Ewan diz que já sabia que queria ser ator por volta dos 9 anos e que, assim como seu tio, teria de deixar Crieff para fazer isso.
Ewan não gostava da escola. Tinha uma boa criatividade, mas era ruim em matérias como gramática. "Eu nunca fui um bom estudante" admite "e isso era um pouco irritante para meus pais, já que ambos são professores. Eu gostava de música e arte, mas eles não deixam você fazer isso na escola, o que acho ridículo. Chegou a hora de escolher o que seguir e eu disse que queria fazer música e arte, mas eles só me diziam ‘Não, isso não é sério o bastante.’ Como resultado, comecei a me preocupar cada vez menos com a escola".
Ficou claro então que Ewan não gostava de seus professores e tinha problemas com figuras autoritárias em geral. Deixou a Morrison's Academy aos 16 anos, em 1987.
Três dias após deixar a escola, em outubro de 1987, Ewan arranjou um emprego como ajudante de palco no Teatro de Perth. Isso significava viajar por Crieff e Perth em um antigo Volkswagen Beetle verde, mas foi o primeiro passo real da carreira de McGregor, pois por trás do palco foi percebendo como funcionava realmente o negócio. Então, em 1988 iria fazer uma aparição em uma peça chamada Pravda.

## Carreira

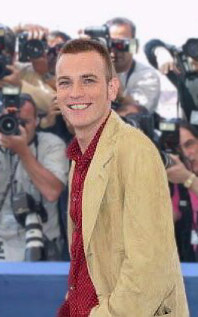
Ewan McGregor no Festival de Cannes em 2001.

### Educação e primeiros papéis
Seguindo seu tempo na cidade de Perth, Ewan estudou durante um ano na fundação de drama Kirkcaldy College of Technology. Como o curso aceitava apenas 26 pessoas por ano, Ewan teve que passar por entrevistas e audições até se juntar ao grupo. Ele diz ser este o momento em que seus tempos em Perth começaram a ser úteis.
Em agosto deste mesmo ano, já com 17 anos, Ewan saiu de casa. Viajou aos redores de Crieff-Perth durante 6 meses no mundo do teatro então teve que decidir por mudar para Kirkcaldy, mesmo sendo um pouco mais distante.
Seu curso em Kirkcaldy terminou no verão de 1989 e a oportunidade de estudar em Londres surgiu. Era o próximo passo para qualquer jovem ator ambicioso. Ewan foi para Londres para audições em escola de teatro. A primeira tentativa foi na RADA, onde foi rejeitado. A rejeição pela RADA foi o primeiro retrocesso que Ewan sofreu com apenas 17 anos. Reestruturando-se pelo choque, trabalhou a coragem para começar a candidatar em qualquer outro lugar e foi rapidamente escolhido para uma entrevista na Guildhall School of Music and Drama em Londres.
Seis meses antes de terminar o curso na Guildhall, Ewan conseguiu o seu primeiro papel profissional na série de TV Lipstick on Your Collar de Dennis Potter. Atuou depois disso em outra série de TV, chamada Family Style e depois ingressou no cinema em Being Human, ao lado de Robin Williams.
Representou Julien Sorel junto de Alice Krige e Rachel Weisz em uma adaptação da BBC do romance romântico de Stendhal, O Vermelho e o Negro. Mas McGregor foi pôr seu nome em produções mais desafiantes e controvérsias e a primeira veio logo depois: Shallow Grave, escrito por John Hodge e dirigido por Danny Boyle. Aqui Ewan fez o papel de Alex Law, um dos companheiros de quarto (os outros representados por Kerry Fox e Christopher Eccleston) que foi advertido para com outra pessoa dividir. Este papel valeu-lhe um Empire Award.
Shallow Grave marcou a primeira colaboração entre Ewan McGregor e Danny Boyle, que viriam a trabalhar juntos em mais dois filmes que marcaram um período denominado como o "Britpop do cinema": A Life Less Ordinary e Trainspotting. Este último baseia-se no romance homónimo de Irvine Welsh e segue um grupo de amigos drogados que vivem numa zona empobrecida de Edimburgo. Ewan interpreta o papel de Renton, o protagonista e narrador do filme. Trainspotting teve um enorme sucesso no Reino Unido e foi um marco cultural no cinema daquele país. Numa época em que a cultura britânica estava em voga um pouco por todo o mundo, o sucesso de Trainspotting fez com que Ewan McGregor se tornasse conhecido internacionalmente.
Em 1996, o ator participou em mais dois filmes de sucesso: Brassed Off e Emma. O primeiro segue a história de uma banda filarmónica que tenta manter-se ativa após o encerramento da mina da vila. O filme, realizado por Mark Herman, foi nomeado para três prémios BAFTA e venceu o César de Melhor Filme Estrangeiro. Emma, protagonizado por Gwyneth Paltrow, é uma adaptação do romance homónimo de Jane Austen, onde Ewan interpreta o papel de Frank Churchill. O filme foi nomeado para dois Óscares no ano seguinte. Os papéis de Ewan nestes três filmes e em The Pillow Book valeram-lhe o prémio de Ator do Ano nos London Critics Circle Film Awards.
Nos anos seguintes, Ewan continuou a participar maioritariamente em filmes independentes, dos quais se destacam Little Voice e Velvet Goldmine, que protagonizou com Jonathan Rhys Meyers e Christian Bale e foi nomeado para um Óscar e dois BAFTA.

### Star Warse sucesso internacional

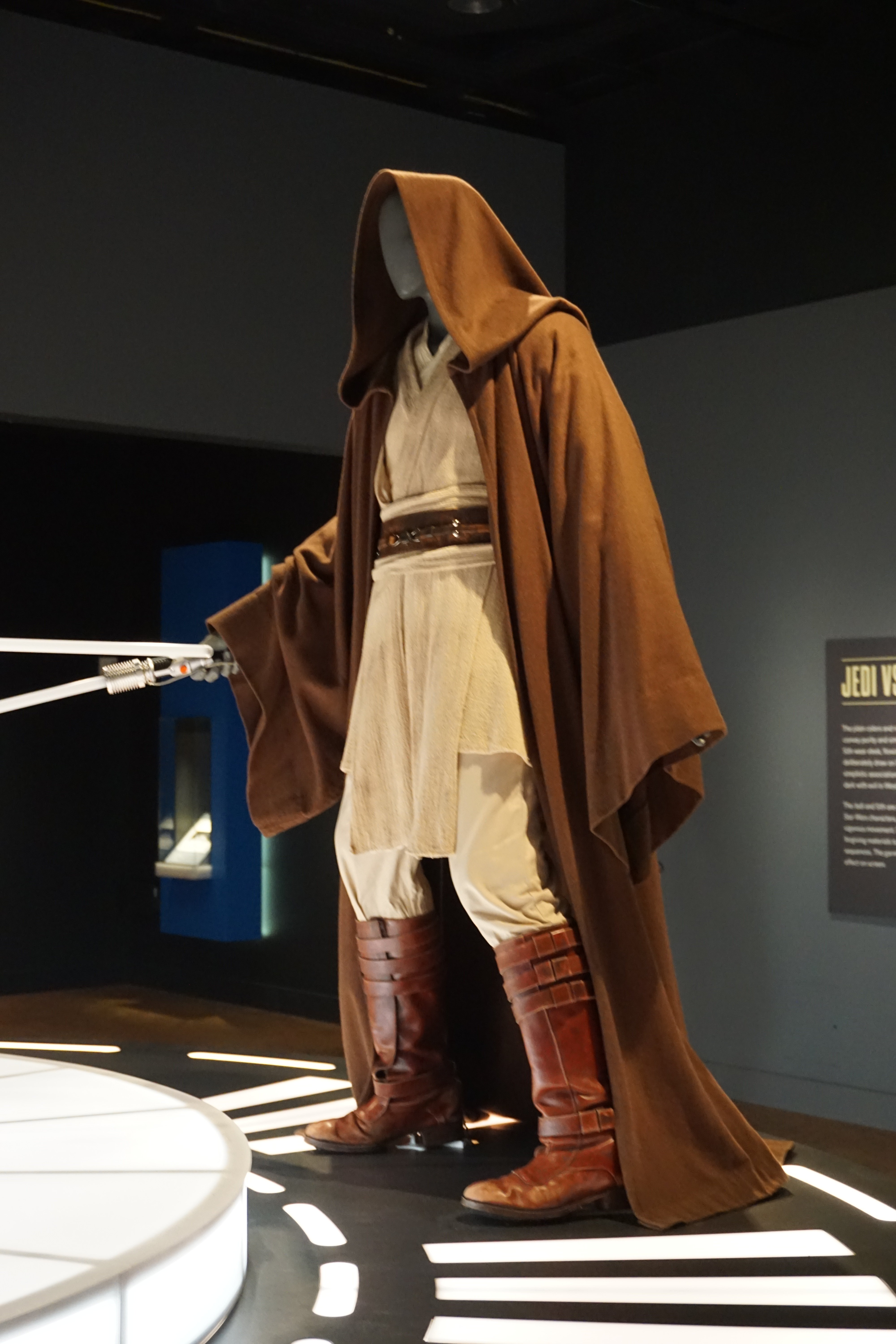
O figurino que Ewan McGregor usou no filme Star Wars: Episode I – The Phantom Menace (1999)

Em 1998, Ewan foi escolhido para representar o papel de Obi-Wan Kenobi quando jovem na nova trilogia de Star Wars. O ator teve sua imagem comparada com a do ator original de Obi-Wan, Alec Guinness, e precisou passar por treinamento com fonoaudiólogo para ficar com a voz parecida com a de Alec, além de ter estudado todas as performances do ator nos primeiros filmes da série. Ewan interpretou o jedi nos filmes Star Wars: Episódio I - A Ameaça Fantasma, em 1999; Star Wars: Episódio II - Ataque dos Clones, em 2002, e Star Wars: Episódio III - A Vingança dos Sith, em 2005.
O ator admitiu que foi difícil trabalhar nos filmes uma vez que teve de representar maioritariamente com telas chroma key: "Depois de três ou quatro meses, aquilo torna-se bastante enfadonho, principalmente quando as cenas são... Não quero ser indelicado, mas não é Shakespeare." Ewan também afirmou que foi difícil lidar com a reação negativa da crítica e dos fãs aos filmes. No entanto, o ator regressou ao papel de Obi-Wan Kenobi em 2022, 17 anos após o seu último filme, na série homónima transmitida pela Disney +. Ewan afirmou que, com o passar dos anos, as opiniões sobre as prequelas tinham mudado: "Foi bom vê-los [os filmes] com a ideia de que as pessoas gostam deles. Que as crianças para quem os fizemos na altura gostaram muito desses filmes."
Em 2001, Ewan protagonizou um dos filmes de maior sucesso da sua carreira: o musical Moulin Rouge! No filme, realizado por Baz Lhurmann, o ator interpreta o papel de Christian, um jovem poeta que se muda para Paris de finais do século XIX e se apaixona pela cortesã com uma doença terminal, Satine (Nicole Kidman). Este papel valeu-lhe a sua primeira nomeação para os Globos de Ouro, na categoria de Melhor Ator em Comédia ou Musical. Ainda em 2001, Ewan participou no filme Black Hawk Down de Ridley Scott no papel de John Grimes.

Em 2003, protagonizou, com Renée Zellweger, a comédia romântica Down With Love. No mesmo ano, recebeu ainda elogios da crítica pelo seu papel de Joe Taylor, um homem amoral envolvido num homicídio no filme Young Adam. Este papel valeu-lhe o prémio BAFTA escocês de Melhor Ator e uma nomeação para os British Independent Film Awards na mesma categoria. Ainda nesse ano, Ewan protagonizou o filme Big Fish de Tim Burton, no papel de jovem Edward Bloom.

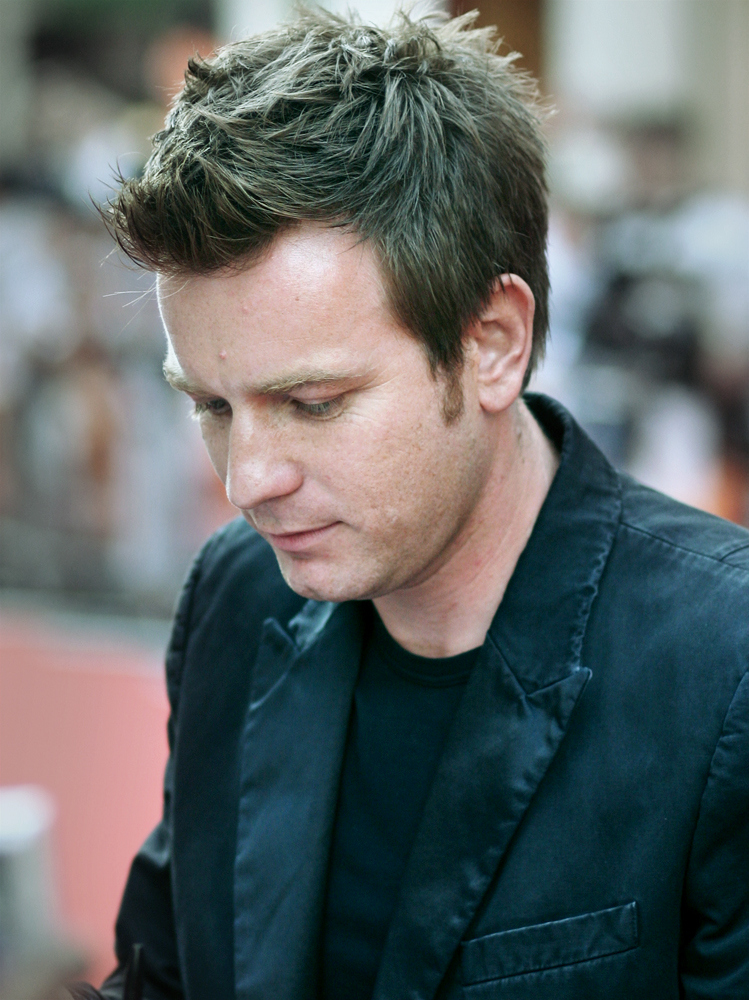
Ewan McGregor em 2006

Ewan fez a dobragem de dois filmes de animação de sucesso em 2005: interpretou o robot Rodney Copperbottom em Robots, que contou ainda com as vozes de Halle Berry e Robin Williams, e o protagonista de Valiant, Gary Chapman. Jim Broadbent, John Cleese e Ricky Gervais também fizeram parte do elenco. Ainda em 2005, Ewan teve dois papéis de destaque no cinema: interpretou o clone Lincoln Six-Echo no filme de ficção científica The Island, realizado por Michael Bay e onde contracenou com Scarlett Johansson e protagonizou o thriller psicológico Stay de Marc Forster, com Naomi Watts e Ryan Gosling no elenco.
Nesta altura, Ewan foi convidado para interpretar o papel de James Bond, mas recusou. O ator afirmou não queria ser associado exclusivamente ao papel e disse: "Com Star Wars, tínhamos filmagens de três meses e não havia muito envolvimento, mas com o Bond imagino que as filmagens seriam muito mais longas e teria de fazer uma quantidade enorme de publicidade. Preocupa-me não poder fazer outros trabalhos." Daniel Craig, que foi seu colega na Guildhall School of Music and Drama acabou por ficar com o papel.
Em 2006, reuniu-se com Renée Zellwegger em Miss Potter, um filme sobre a vida da escritora Beatrix Potter e foi um dos protagonistas de Scenes of a Sexual Nature, uma comédia dramática britânica. No ano seguinte, Ewan e Colin Farrell protagonizaram o filme Cassandra's Dream de Woody Allen.
Em 2008, contracenou com a atriz Michelle Williams em dois filmes: no thriller erótico Deception (que também conta com Hugh Jackman) e em Incendiary, um filme britânico que segue o impacto que um ataque terrorista tem numa mãe que perde o marido e o filho.
No ano seguinte, Ewan participou em quatro filmes. Em I Love You Phillip Morris, interpreta o papel de Phillip Morris, o homem por quem Steven Jay Russel (Jim Carrey) se apaixona e por quem foge da prisão várias vezes. Na comédia The Men Who Stare at Goats, inspirada pelo livro homónimo de Jon Ronson, Ewan interpreta o papel de Bob Wilton, um jornalista que, depois de ser abandonado pela mulher, aceita um trabalho para cobrir a Guerra do Iraque. No entanto, não consegue autorização para entrar no país e acaba por conhecer Lyn Cassady (George Clooney), um soldado envolvido num programa militar secreto que faz treinos psíquicos. Ewan teve ainda papéis secundários em Angels and Demons de Ron Howard, uma adaptação do romance de Dan Brown, e em Amelia, um biopic sobre a aviadora Amelia Earhart.
Em 2010, protagonizou o thriller The Ghost Writer de Roman Polanski no papel de "fantasma". No filme, a personagem de Ewan ajuda Adam Lang (Pierce Brosnan), o ex-primeiro-ministro britânico, a escrever as suas memórias. Há várias semelhanças com as ações do primeiro-ministro Tony Blair e considera-se que o filme foi escrito para criticar as suas ações. Também houve alguma controvérsia à volta do filme por Roman Polanski se encontrar em prisão domiciliária quando este estreou. Ainda em 2010, Ewan participou em Nanny McPhee and the Big Bang.

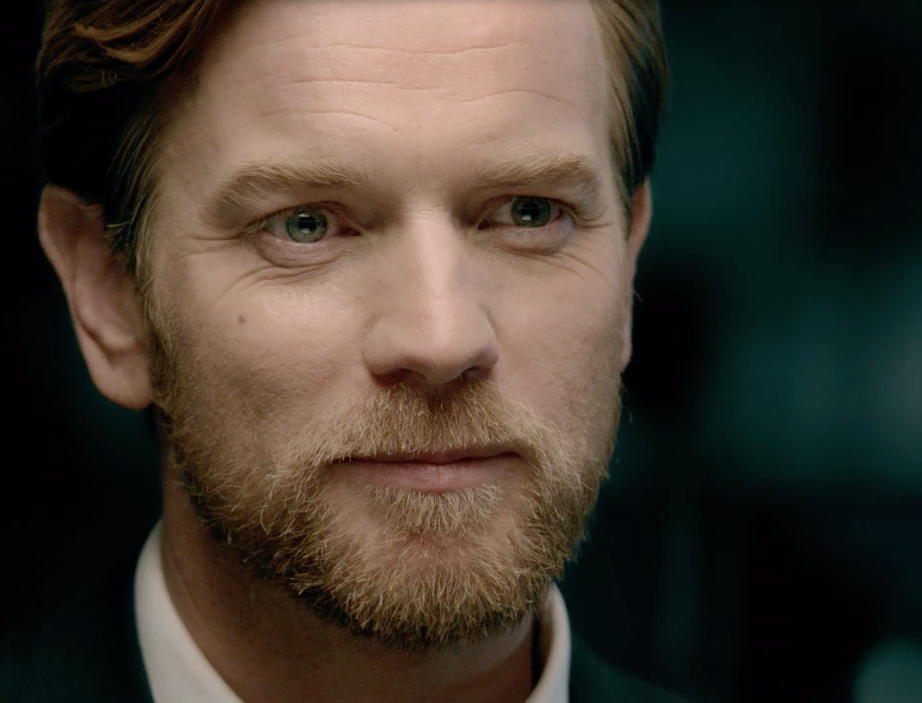
Ewan McGregor em 2013

Em 2011, protagonizou Beginners, uma comédia dramática de Mike Mills. O filme, baseado em acontecimentos verídicos da vida do realizador, segue a história de um homem que fica chocado quando o seu pai (interpretado por Christopher Plummer) anuncia aos 75 anos que é homossexual e que tem cancro terminal. O filme foi bastante elogiado pela crítica e valeu o Óscar de Melhor Ator Secundário a Christopher Plummer, que agradeceu a Ewan no seu discurso: "Ao meu companheiro de cenas, Ewan McGregor, esse artista soberbo, com quem teria todo o gosto em partilhar este prémio, se tivesse alguma decência." Ainda nesse ano, Ewan conseguiu a sua segunda nomeação para o Globo de Ouro de Melhor Ator em Comédia ou Musical pelo seu papel de Dr. Alfred Jones em Salmon Fishing in the Yemen, uma comédia britânica onde contracena com Emily Blunt. Foi ainda um dos protagonistas do filme de ação Haywire, onde contracenou com Gina Carano e Michael Fassbender.
Ewan foi um dos membros do júri da competição principal do Festival de Cannes de 2012. No Festival Internacional de Cinema de San Sebastián desse ano, recebeu o prémio de carreira Donostia, sendo o vencedor mais jovem deste prémio. Ainda em 2012, Ewan protagonizou The Impossible com Naomi Watts e Tom Holland. O filme segue a história de uma família que é separada após o tsunami do Oceano Indico de 2004 e foi bastante elogiado pela crítica. Ewan foi nomeado para o prémio Goya de Melhor Ator Secundário pelo seu papel.
Em 2013, interpretou o papel de Elmont no filme de fantasia Jack the Giant Slayer e contracenou com Meryl Streep e Julia Roberts no drama August: Osage County, baseado na peça homónima vencedora de um Pulitzer.
Em 2015, contracenou com Johnny Depp, Paul Bettany e Gwyneth Paltrow em Mortdecai, uma comédia que o The Daily Telegraph descreveu como "psicoticamente sem piada". Interpretou ainda Jesus em The Last Days in the Desert e reuniu-se com a sua colega de Star Wars, Natalie Portman, para interpretar o vilão em Jane Got a Gun.
Em 2016, McGregor protagonizou o filme American Pastoral o qual representou sua estreia como diretor de cinema. O filme é baseado no romance homônimo do escritor estadunidense Philip Roth. A produção recebeu avaliações mistas por parte da imprensa que destacou o desafio que se é adaptar as obras de Roth para o cinema. Nesse ano, protagonizou ainda a adaptação ao cinema de Our Kind of Traitor de John le Carré.

### Reconhecimento e regresso à televisão

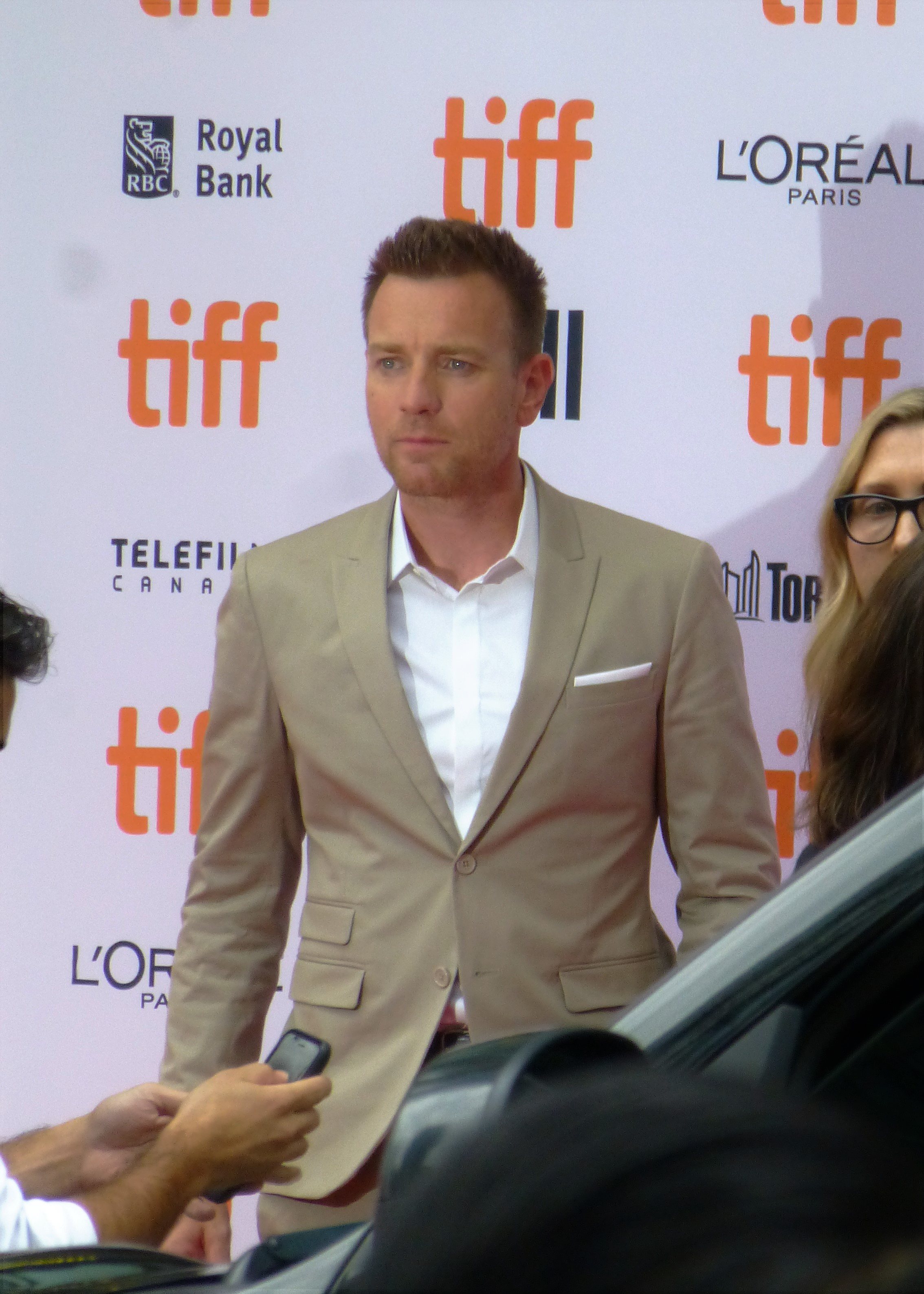
Ewan Mcgregor na estreia de American Pastoral em 2016

Em 2017, Ewan regressou ao papel de Renton para a sequela de Trainspotting, T2 Trainspotting. O filme reuniu-o com o realizador Danny Boyle, com quem se tinha desentendido alguns anos antes quando este escolheu Leonardo DiCaprio para protagonizar o filme The Beach, em vez dele. T2 foi um sucesso comercial e junto da crítica. Rendeu 42,1 milhões de dólares com um orçamento de 18 milhões e tem uma classificação de 81% no site Rotten Tomatoes. Ainda em 2017, Ewan interpretou o papel de Lumière na versão live-action de Beauty and the Beast da Disney, sendo este um dos filmes com maior sucesso comercial da sua carreira.
Este ano marcou ainda o regresso do ator à televisão com o papel duplo dos gémeos Emmit e Ray Stussy na terceira temporada da série Fargo, transmitida pelo canal FX. O desempenho de Ewan foi bastante elogiado. Chitra Ramaswamy do The Guardian escreveu: "O que torna esta temporada boa é Ewan McGregor. (...) É tão convincente que passei a maior parte do tempo a pensar: 'É o Ewan McGregor! Duas vezes! E estou sempre a esquecer-me! Duas vezes!'" O ator conquistou vários prémios, incluindo o seu primeiro Globo de Ouro na categoria de Melhor Ator numa Minissérie ou Telefilme e uma nomeação para os Emmy's na mesma categoria.
No ano seguinte, o ator interpretou a versão adulta de Christopher Robin numa adaptação live-action da Disney de Winnie the Pooh. O filme foi realizado por Marc Forster e conta com Hayley Atwell no elenco. Em 2019, Ewan protagonizou Doctor Sleep, uma adaptação ao cinema do livro homónimo de Stephen King, no papel da versão adulta da personagem Danny Torrance.
Em 2020, Ewan contracenou com Margot Robbie no filme da DC Comics, Birds of Prey, realizado por Cathy Yan, no papel do vilão Roman Sionis / Máscara Negra. O filme e o desempenho de Ewan foram elogiados pela crítica. Julian Roman do site Movieweb escreveu: "Não há muito ar no tanque para as personagens secundárias, mas Ewan McGregor aproveita ao máximo o seu tempo no ecrã. Ele quase rouba o espetáculo no papel do maníaco, mas comicamente narcisista Máscara Negra."
No ano seguinte, Ewan protagonizou a minissérie Halston, transmitida pelo serviço de streaming Netflix, baseada na biografia cândida do estilista: Simply Halston. Para além da sua participação como ator, Ewan também foi um dos produtores executivos da série, em conjunto com Ryan Murphy. Apesar de a minissérie ter recebido críticas mistas, o desempenho de Ewan destacou-se como um dos seus aspetos positivos e o consenso do site Rotten Tomatoes foi: "Ewan McGregor traz um carisma megalómano que combina com a recriação vibrante desta era da moda, mas o tratamento superficial da vida interior do lendário estilista tem muito estilo e pouca substância." Ewan conquistou o seu primeiro Emmy com o seu desempenho nesta minissérie e foi ainda nomeado para o Globo de Ouro de Melhor Ator numa Minissérie ou Telefilme.

### Teatro
Entre novembro de 1998 e março de 1999, Ewan protagonizou a peça Little Malcolm and His Struggles Against the Eunuchs no papel de Malcolm Scrawdyke. A peça foi encenada pelo seu tio, Denis Lawson, e começou por ser apresentada no Hampstead Theatre antes de ser transferida para o Comedy Theatre no West End de Londres. Em novembro de 2001, Ewan fez uma pequena participação na peça The Play I Wrote.
Entre junho de 2005 e abril de 2007, Ewan, Jane Krakowski, Douglas Hodge and Jenna Russell protagonizaram o musical Guys and Dolls, que estreou no Domnmar Warehouse e foi transferido para o Piccadilly Theatre, ambos em Londres. Ewan interpretou o papel de Sky Masterson e recebeu uma nomeação para os prémios Olivier na categoria de Melhor Ator num Musical em 2007.
Entre dezembro de 2007 e fevereiro de 2008, Ewan interpretou o papel de Iago em Othello no Donmar Warehouse. Chiwetel Ejiofor interpretou o papel de Otelo e Kelly Reilly foi Desdemona. Ewan voltou a interpretar o papel na BBC Radio 3 em 2008.
Em 2014, o ator fez a sua estreia na Broadway com a peça The Real Thing de Tom Stoppard, onde contracenou com Maggie Gyllenhaal.

### Documentários

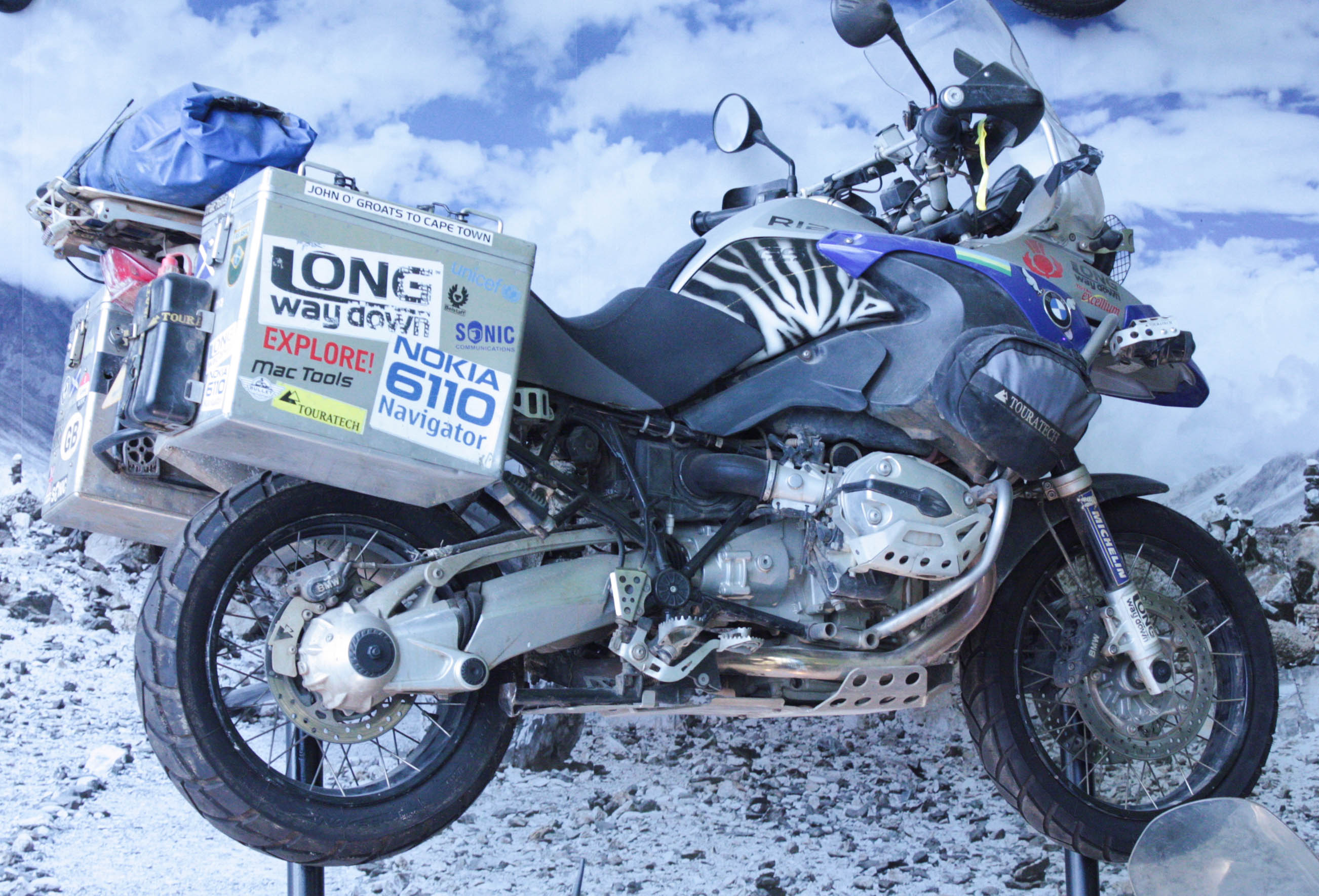
A moto que Ewan McGregor usou em Long Way Down

Em 2002, Ewan apresentou o documentário The Polar Bears of Churchill, onde viaja até Churchill, na província de Manitoba no Canadá para observar o fenómeno da invasão anual da cidade por ursos polares famintos.
Em abril de 2004, Ewan partiu de Londres de motocicleta para a cidade de Nova Iorque com o amigo e colega de trabalho Charley Boorman, que conheceu durante a filmagem de The Serpent's Kiss, juntamente com equipamentos e câmaras. Essa viagem passou pela Europa, Rússia, Cazaquistão, Mongólia, Alasca, Canadá até os EUA. Para ambos, essa foi a realização do sonho da infância, e o documentário Long Way Round rodada durante essa viagem tornou tanto o seriado de televisão como um livro editado em ano 2005. Posteriormente foi lançado como DVD.
Viajou de 12 de maio até 5 de agosto de 2007 com o mesmo time de Escócia até a Cidade do Cabo em África do Sul. Essa viagem foi denominada Long Way Down. Entre setembro e 14 de dezembro de 2019, os dois amigos viajaram desde a Argentina até Los Angeles, desta vez em motos elétricas. O documentário Long Way Up estreou na Apple TV+ em setembro de 2020.
Ewan trabalhou com o seu irmão, Colin, um ex-piloto da Força Aérea Real em três documentários subordinados a este tema. Em 2010, os dois apresentaram The Battle of Britain, exibido pela BBC One em comemoração do 70.º aniversário da Batalha da Grã-Bretanha. Dois anos depois, os dois apresentaram Bomber Boys que segue seis anos de operações em tempo de guerra que levaram à criação do Comando de Bombardeiros da RAF. Em 2018, os irmãos apresentaram o documentário RAF at 100 para comemorar o 100.º da Força Aérea Real.
Em 2012, apresentou o documentário Ewan McGregor: Cold Chain Mission que retrata a sua missão, em colaboração com a UNICEF, de entregar vacinas a crianças desfavorecidas em locais isolados. No documentário, Ewan viaja por três dos percursos mais difíceis de entrega de vacinas na África Cental.
Ewan também já narrou vários documentários e foi nomeado para um Emmy em 2017 pelo seu trabalho como narrador do documentário Highlands: Scotland's Wild Heart.

## Vida pessoal
Ewan casou-se com Eve Macrakis, uma designer de produção franco-grega que conheceu nas filmagens de Kavanagh QC, em 1995. Juntos tiveram quatro filhas: Clara Mathilde (1996), Esther Rose (2001), Jamyan (2001) e Annouk (2011). As suas filhas mais novas são adotadas. Ewan conheceu Jamyan enquanto viajava e produzia o documentário Long Way Round na Mongólia. A sua ex-mulher e filhas são judias e Ewan afirmou em 2016: "A minha relação com a religião tem mais a ver com o judaísmo e não com o cristianismo, com o qual fui criado de forma muito vaga." Ewan tem uma tatuagem de um coração e um punhal com os nomes de Mavrakis e das filhas no braço direito. A 19 de janeiro de 2018, quando já estavam separados desde maio de 2017, Ewan pediu o divórcio de Eve Macrakis. O divórcio foi finalizado em 2020.
Em maio de 2017, Ewan iniciou uma relação com a atriz americana Mary Elizabeth Winstead, que conheceu nas filmagens de Fargo. O seu filho, Laurie, nasceu em junho de 2021. Ewan e Mary casaram-se em abril de 2022.

## Filmografia

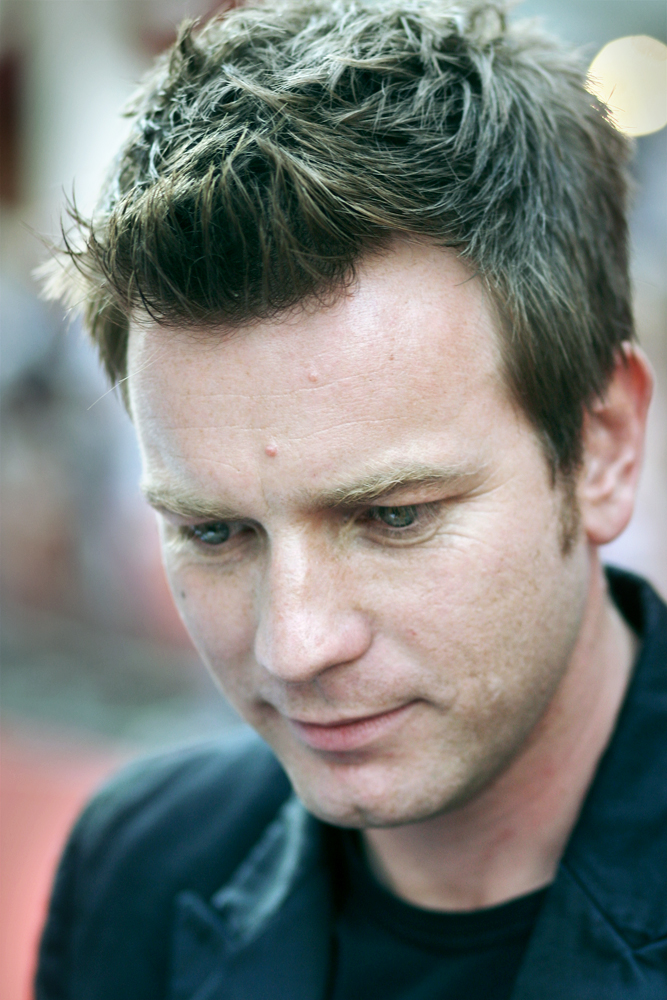
Ewan na premiere de Stormbreaker em 2006.

### Cinema
| Ano  | Título                                       | Título no Brasil                               | Título em Portugal                             | Personagem                   |
| 1994 | Being Human                                  | Segredos da Vida                               | Gente Como Nós                                 | Alvarez                      |
| 1994 | Shallow Grave                                | Cova Rasa                                      | Pequenos Crimes Entre Amigos                   | Alex Law                     |
| 1995 | Blue Juice                                   | Na Crista da Onda                              |                                                | Dean Raymond                 |
| 1996 | Trainspotting                                | Trainspotting - Sem Limites                    | Trainspotting                                  | Mark Renton                  |
| 1996 | The Pillow Book                              | O Livro de Cabeceira                           | O Livro de Cabeceira                           | Jerome                       |
| 1996 | Emma                                         | Emma                                           |                                                | Frank Churchill              |
| 1996 | Brassed Off                                  | Um Toque de Esperança                          | Os Virtuosos                                   | Andy Barrow                  |
| 1997 | Nightwatch                                   | O Principal Suspeito                           | O Vigilante da Noite                           | Martin Bells                 |
| 1997 | The Serpent's Kiss                           | O Beijo da Serpente                            | O Beijo da Serpente                            | Meneer Chrome                |
| 1997 | A Life Less Ordinary                         | Por Uma Vida Menos Ordinária                   | Vidas Diferentes                               | Robert Lewis                 |
| 1998 | Desserts                                     |                                                |                                                | Stroller                     |
| 1998 | Velvet Goldmine                              |                                                |                                                | Curt Wild                    |
| 1998 | Little Voice                                 | Laura, a Voz de uma Estrela                    | Uma Estrela Caída do Céu                       | Billy                        |
| 1999 | Star Wars: Episode I - The Phantom Menace    | Star Wars Episódio I: A Ameaça Fantasma        | Star Wars Episódio I: A Ameaça Fantasma        | Obi-Wan Kenobi               |
| 1999 | Rogue Trader                                 | A Fraude                                       | Jogador de Alto Risco                          | Nick Leeson                  |
| 1999 | Eye of the Beholder                          | Sedução Fatal                                  | Um Olhar Obsessivo                             | Stephen Wilson               |
| 2000 | Nora                                         |                                                |                                                | James Joyce                  |
| 2001 | Moulin Rouge!                                | Moulin Rouge - Amor em Vermelho                | Moulin Rouge!                                  | Christian                    |
| 2001 | Black Hawk Down                              | Falcão Negro em Perigo                         | Cercados                                       | John Grimes                  |
| 2002 | Star Wars: Episode II - Attack of the Clones | Star Wars Episódio II: Ataque dos Clones       | Star Wars Episódio II: Ataque dos Clones       | Obi-Wan Kenobi               |
| 2002 | Solid Geometry                               |                                                |                                                | Phil                         |
| 2003 | Down With Love                               | Abaixo o Amor                                  | Abaixo o Amor                                  | Catcher Block / Zip          |
| 2003 | Young Adam                                   | O Jovem Adam                                   |                                                | Joe Taylor                   |
| 2003 | Big Fish                                     | Peixe Grande e Suas Histórias Maravilhosas     | O Grande Peixe                                 | Jovem Edward Bloom           |
| 2005 | Robots                                       | Robôs                                          | Robôs                                          | Rodney Copperbottom (voz)    |
| 2005 | Valiant                                      | Valiant - Um Herói que Vale a Pena             | Valiant - Os Bravos do Pombal                  | Valiant (voz)                |
| 2005 | Star Wars: Episode III - Revenge of the Sith | Star Wars Episódio III: A Vingança dos Sith    | Star Wars Episódio III: A Vingança dos Sith    | Obi-Wan Kenobi               |
| 2005 | The Island                                   | A Ilha                                         | A Ilha                                         | Lincoln Six Echo/Tom Lincoln |
| 2005 | Stay                                         | A Passagem                                     | Stay - Entre a Vida e a Morte                  | Dr. Sam Foster               |
| 2006 | Scenes of a Sexual Nature                    | Cenas de Natureza Sexual                       | Cenas de Natureza Sexual                       | Billy                        |
| 2006 | Miss Potter                                  | Miss Potter                                    | O Mundo Encantado de Beatrix Potter            | Norman Warne                 |
| 2006 | Stormbreaker                                 | Alex Rider Contra o Tempo                      | Alex Rider: Operação Stormbreaker              | Ian Rider                    |
| 2007 | Cassandra's Dream                            | O Sonho de Cassandra                           | O Sonho de Cassandra                           | Ian Blane                    |
| 2008 | Deception                                    | A Lista - Você Está Livre Hoje?                | No Limite da Ilusão                            | Jonathan Mcquarry            |
| 2008 | Incendiary                                   | Incendiário                                    | Incendiário                                    | Jasper Black                 |
| 2009 | Angels and Demons                            | Anjos e Demônios                               | Anjos e Demónios                               | Camerlengo Patrick McKenna   |
| 2009 | The Men Who Stare at Goats                   | Os Homens que Encaravam Cabras                 | Homens que Matam Cabras só com o Olhar         | Bob Wilton                   |
| 2009 | Amelia                                       | Amélia                                         |                                                | Gene Vidal                   |
| 2010 | I Love You Phillip Morris                    | O Golpista do Ano                              | Eu Amo-te, Phillip Morris                      | Phillip Morris               |
| 2010 | Nanny McPhee and the Big Bang                | Nanny McPhee e as Lições Mágicas               | Nanny McPhee e o Toque de Magia                | Mr. Green (part. especial)   |
| 2010 | The Ghost Writer                             | O Escritor Fantasma                            | O Escritor Fantasma                            | Ghost-writer                 |
| 2011 | Perfect Sense                                | Sentidos do Amor                               | O Sentido do Amor                              | Michael                      |
| 2011 | Beginners                                    | Toda Forma de Amor                             | Assim é o Amor                                 | Oliver                       |
| 2011 | Salmon Fishing in the Yemen                  | Amor Impossível                                | A Pesca do Salmão no Iémen                     | Dr. Alfred Jones             |
| 2012 | The Impossible                               | O Impossível                                   | O Impossível                                   | Henry                        |
| 2013 | Jack the Giant Slayer                        | Jack: o Caçador de Gigantes                    | Jack: o Caçador de Gigantes                    | Elmont                       |
| 2013 | August: Osage County                         | Álbum de Família                               | Um Quente Agosto                               | Bill Fordham                 |
| 2015 | Star Wars: The Force Awakens                 | Star Wars: Episódio VII - O Despertar da Força | Star Wars: Episódio VII - O Despertar da Força | Obi Wan Kenobi (voz)         |
| 2016 | Last Days in the Desert                      | Últimos Dias no Deserto                        | Últimos Dias no Deserto                        | Josué/Jesus                  |
| 2016 | American Pastoral                            | Pastoral Americana                             | Uma História Americana                         | Swede Levov                  |
| 2017 | T2 Trainspotting                             | T2 Trainspotting                               | T2 Trainspotting                               | Mark Renton                  |
| 2017 | Beauty and the Beast                         | A Bela e a Fera                                | A Bela e o Monstro                             | Lumière                      |
| 2018 | Christopher Robin                            | Christopher Robin - Um Reencontro Inesquecível | Christopher Robin                              | Christopher Robin            |
| 2018 | Zoe                                          | Zoe                                            | Zoe                                            | Cole                         |
| 2019 | Doctor Sleep                                 | Doutor Sono                                    | Doutor Sono                                    | Danny Torrance               |
| 2019 | Star Wars: The Rise of Skywalker             | Star Wars: A Ascensão Skywalker                | Star Wars: A Ascensão de Skywalker             | Obi-Wan Kenobi (voz)         |
| 2020 | Birds of Prey                                | Aves de Rapina                                 | Birds of Prey                                  | Roman Sionis / Máscara Negra |

### Televisão
| Ano  | Título                            | Personagem                           | Notas                             |
| 1993 | Lipstick on Your Collar           | Mick Hooper                          | 6 episódios                       |
| 1993 | The Scarlet and the Black         | Julien Sorel                         | Minissérie                        |
| 1993 | Family Style                      | Jimmie                               | Curta-metragem                    |
| 1994 | Doggin Around                     | Tom Clayton                          | Telefilme                         |
| 1995 | Kavanagh QC                       | David Robert Armstrong               | Episódio: "Nothing But the Truth" |
| 1996 | Karaoke                           | Young Man                            | Episódio: "Tuesday"               |
| 1996 | Tales from the Crypt              | Ford                                 | Episódio: "Cold War"              |
| 1997 | ER                                | Duncan Stewart                       | Episódio: "The Long Way Around"   |
| 2004 | Long Way Round                    | Ele próprio                          | Série documental                  |
| 2007 | Long Way Down                     | Ele próprio                          | Série documental                  |
| 2010 | The Battle of Britain             | Ele próprio                          | Documentário                      |
| 2012 | Ewan McGregor: Cold Chain Mission | Ele próprio                          | Série documental                  |
| 2012 | Bomber Boys                       | Ele próprio                          | Documentário                      |
| 2013 | Hebrides: Islands on the Edge     | Narrador                             | Documentário                      |
| 2015 | Doll & Em                         | Ele próprio                          | 2 episódios                       |
| 2016 | Highlands: Scotland's Wild Heart  | Narrador                             | Série documental                  |
| 2017 | Fargo                             | Emmit Stussy / Ray Stussy /Cientista | Protagonista, 10 episódios        |
| 2020 | Long Way Up                       | Ele próprio                          | Série documental                  |
| 2021 | Halston                           | Halston                              | Minissérie, 5 episódios           |
| 2021 | Jerusalem: City of Faith and Fury | Narrador                             | Série documental                  |
| 2022 | Obi-Wan Kenobi (TV)               | Obi-Wan Kenobi                       | Obi Wan- Kenobi                   |

### Teatro
| Ano  | Título                                              | Papel         | Teatro                    |
| ---- | --------------------------------------------------- | ------------- | ------------------------- |
| 1998 | Little Malcolm and His Struggle Against the Eunuchs | Joe Orton     | Hampstead Theatre         |
| 2005 | Guys and Dolls                                      | Sky Masterson | Piccadilly Theatre        |
| 2007 | Othello                                             | Iago          | Donmar Warehouse          |
| 2014 | The Real Thing                                      | Henry         | American Airlines Theatre |

## Discografia
| Ano  | Música                                                        | Álbum | Nota                                         |
| 1997 | Trainspotting#2: Music from the Motion Picture, Vol. #2       | "Choose Life" com PF Project | lançado também como single                   |
| 1999 | Velvet Goldmine: Music from the Original Motion Picture       | "TV Eye" com Wylde Ratttz |                                              |
| 2000 | The Further Adventures Of Little Voice                        | "You're Just In Love" (From 'Call Me Madam') com Jane Horrocks                                                                                           |                                              |
| 2001 | Moulin Rouge: Music From Baz Luhrmann's Film                  | "Come What May" com Nicole Kidman | lançado também como single                   |
| 2001 | Moulin Rouge: Music From Baz Luhrmann's Film                  | "Your Song" com Alessandro Safina |                                              |
| 2001 | Moulin Rouge: Music From Baz Luhrmann's Film                  | "Elephant Love Medley" com Nicole Kidman & Jamie Allen                                                                                                   |                                              |
| 2001 | Moulin Rouge: Music From Baz Luhrmann's Film                  | "El Tango De Roxanne" com Jose Feliciano & Jacek Koman                                                                                                   |                                              |
| 2002 | Moulin Rouge, Vol. 2: Music From Baz Luhrmann's Film          | "Come What May" com Nicole Kidman |                                              |
| 2002 | Moulin Rouge, Vol. 2: Music From Baz Luhrmann's Film          | "The Pitch (Spectacular Spectacular)" com Nicole Kidman, Jim Broadbent, Jacek Koman, John Leguizamo, Garry MacDonald, Richard Roxburgh & Matthew Whittet |                                              |
| 2002 | Moulin Rouge, Vol. 2: Music From Baz Luhrmann's Film          | "Ascension / Nature Boy" |                                              |
| 2003 | Down With Love: Music from and Included in the Motion Picture | "Here's To Love" com Renée Zellweger |                                              |
| 2006 | Unexpected Dreams - Songs From the Stars                      | "The Sweetest Gift" |                                              |
| 2012 | Toast To Freedom                                              | "Toast To Freedom" com Marianne Faithfull, Carly Simon, Kris Kristofferson e muitos outros                                                               | single comemorativo da Anistia Internacional |